# Ali Baba et les Quarante Voleurs (film, 1907)
Pour les articles homonymes, voir Ali Baba.
Ne doit pas être confondu avec la première version du film, du même titre et du même réalisateur, sortie en 1902.
Pour plus de détails, voir Fiche technique et Distribution.
Ali Baba et les Quarante Voleurs ou Ali Baba est un film muet français réalisé par Segundo de Chomón ou Ferdinand Zecca, produit par Pathé Frères et sorti en 1907.

## Sujet
Tout comme la version de 1902, l'intrigue sert surtout de prétexte à des effets visuels. Henri Bousquets la résume ainsi : 

« Alors que Ali Baba ramasse du bois dans la forêt, il en tend les mots “Sésame ouvre toi” et voit s’ouvrir une paroi rocheuse. Une fois les voleurs partis, il prononce les mêmes paroles et découvre une grotte au sol parsemé de pièces d’or et où s’accumulent des tas de pierres précieuses. Il en emporte autant qu’il peut et rentre chez lui. Son frère envieux, à qui Ali a dévoilé le secret, se rend à la grotte où il se fait surprendre par les bandits. Dans l’espoir de sauver sa vie, il trahit son frère. Le chef des bandits se déguise en marchand d’huile et il enferme ses compagnons dans des jarres d’huile en cuir. Ali le reçoit sans méfiance mais sa jeune femme, astucieuse, audacieuse et méfiante déjoue l’astuce des bandits. Elle met le feu aux jarres et poignarde le chef des bandits. »

## Fiche technique
- Réalisation : Segundo de Chomón ou Ferdinand Zecca
- Images : Segundo de Chomón
- Trucages : Segundo de Chomón
- Décors : Vincent Lorant-Heilbronn

## Fragments

Fragments du film colorés au pochoir
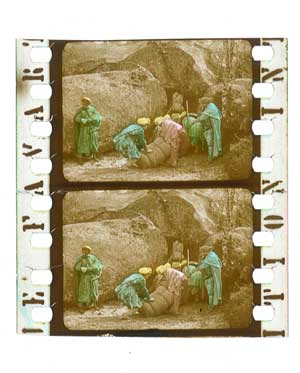
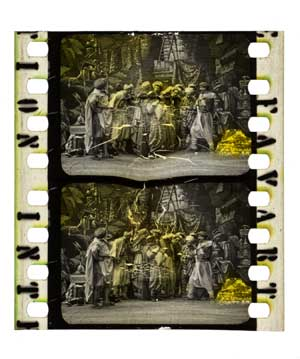
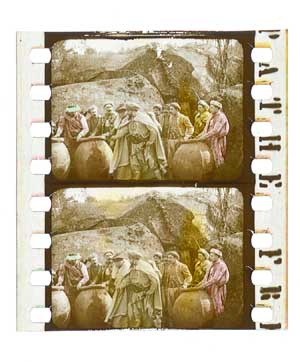
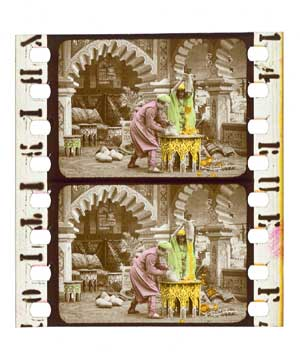
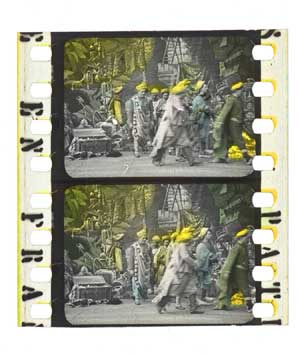
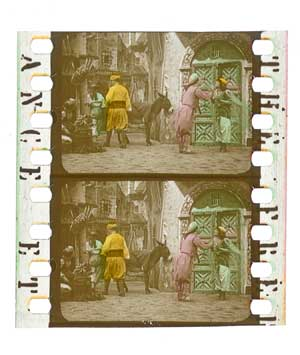
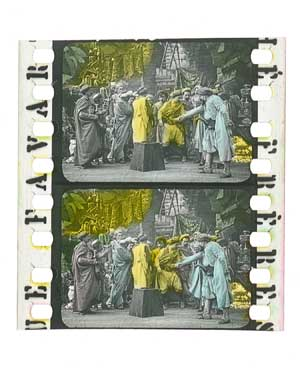
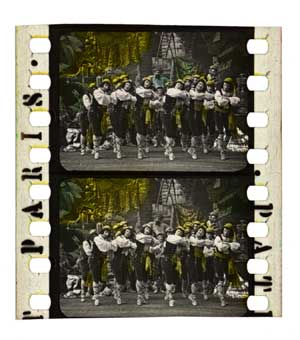